# غابرييل دونيزيتي دي سانتانا
غابرييل دونيزيتي دي سانتانا (8 سبتمبر 1987 في البرازيل – )؛ هو لاعب كرة قدم كان يلعب كلاعب وسط.

## وصلات خارجية
- غابرييل دونيزيتي دي سانتانا على موقع رابطة كرة القدم اليابانية للمحترفين (اليابانية)
- غابرييل دونيزيتي دي سانتانا على موقع Soccerway.com (الإنجليزية)
- غابرييل دونيزيتي دي سانتانا على موقع عالم كرة القدم.نت (الإنجليزية)